# 李清玉
李清玉（1938年12月—），河南安阳人，中华人民共和国政治人物、外交官。

## 生平
1964年，毕业于北京外国语学院，进入中华人民共和国外交部工作。1992年，担任中华人民共和国驻叙利亚大使。1995年，接替王建邦担任中华人民共和国驻阿尔及利亚大使。1999年，由郑阿全接任。